# Foued Kadir
Foued Kadir, född 5 december 1983 i Martigues, Frankrike, är en franskfödd algerisk fotbollsspelare som spelar för Martigues. Han har tidigare spelat för Algeriets landslag.